# Горобина проміжна
Гороби́на проміжна (або Шведська) (Sorbus intermedia) — вид рослин родини розових. 

## Опис
Листопадні дерева з листками 6-12 см в довжину, еліптичної або довгасто-яйцеподібної форми, тупі, з округлою основою, біля основи частіше з 5 парами неглибоких, але чітко визначених, загострених або тупих лопатей, іноді нижні пари листочків розсічені майже до середньої жилки, але ніколи не є складними і перистими, у верхній частині пластинка листа невиражено і неглибоко лопатево-зубчаста, по краю листя дрібно і нерівномірно пильчато-зубчасті, з 7-9 парами жилок, зверху з восковим нальотом, темно-зелені, блискучі, знизу до осені шерстисті, сіруваті або жовтувато-сірі від опущення, перед листопадом фарбуються в жовтий або помаранчевий колір.
Квітки білі, до 1,2 см в діаметрі, з неприємним запахом, зібрані в широкі, повстяні-опущені щитки до 15 см в діаметрі. Цвітіння в кінці травня — початку червня (після розпускання листя). Плоди 1,3 см в діаметрі, еліпсоїдні до довгастих, цегляно-червоного кольору, їстівні тільки після впливу високих температур, які руйнують отруйні речовини, що знаходяться в плодах. Дозрівають в серпні-вересні.
Досягає 12-15 м у висоті, з правильною овальною кроною. Посухостійка. Зимостійкість висока. На відміну від інших горобин стійка до диму і газу і дуже вітростійка — відноситься до самих вітростійких рослин. Росте на різноманітних ґрунтах. Добре розмножується насінням, яке сходить після 4-5-місячної стратифікації, а також вегетативно — живцюванням і щепленням.
Вперше вид був описаний в 1784 році німецьким ботаніком Якобом Фрідріхом Ергартом в його праці Gartenkalender 4: 197.
|                                     |
| Загальний вигляд горобини проміжної |

|                          |
| Листя горобини проміжної |

|                          |
| Листя горобини проміжної |

|                          |
| Плоди горобини проміжної |

|                          |
| Apis mellifera на квітах |

## Інші види
Дивитись також повний список видів роду горобина.